# Monts de Levoča
Les monts de Levoča (slovaque : Levočské vrchy) sont une chaîne de montagnes du Nord de la Slovaquie principalement située dans la région de Prešov. Géologiquement la chaîne se trouve dans l'ensemble de Podhale-Magura des Carpates occidentales extérieures.
Le point culminant est la Čierna hora (« montagne noire »), à 1 289 m d'altitude. Les sommets ont une altitude qui varie en général entre 1 000 et 1 200 m. Les monts de Levoča se trouvent dans l'ombre pluviométrique des Tatras, ce qui entraîne une relative diminution des précipitations.
En 1953, 316 km2 du massif ont été réservés pour la zone militaire de Javorina. La base a été officiellement mise hors service le 31 décembre 2005, et le territoire retourné à un usage civil en janvier 2011.